# Gunn Margit Andreassen
Gunn Margit Andreassen, née le 23 juillet 1973 à Kristiansand, est une biathlète norvégienne. Elle a été active au niveau international de 1992 à 2008.

## Biographie
Elle est issue d'une famille de sportifs, son père Ivar a été champion national en 1964 d'athlétisme et son oncle Reidar champion national en ski de fond et athlétisme. Elle vit avec Frode Andresen, un autre biathlète avec lequel elle a eu trois fils.
Elle fait ses débuts dans la Coupe du monde en 1992-1993, montant dès cet hiver sur un podium en relais à Lillehammer. Au début de la saison suivante, elle se classe troisième du sprint de Bad Gastein pour son premier podium individuel, puis enchaîne avec un succès en relais.
Aux Jeux olympiques de Nagano 1998, elle remporte la médaille de bronze au relais.
Aux Jeux olympiques de 2002, elle obtient la médaille d'argent sur le relais avec Ann Elen Skjelbreid, Linda Grubben et Liv Grete Poirée.
Aux Championnats du monde 2003, elle gagne la médaille de bronze sur l'individuel. Après deux titres mondiaux par équipes en 1995 et 1997, elle remporte son dernier titre international aux Championnats du monde 2004 sur le relais. Ensuite, elle donne naissance à son premier fils et revient à la compétition un an plus tard pour se qualifier pour ses quatrièmes Jeux olympiques en 2006 à Turin, où elle est cinquième du relais et 60e de l'individuel.

## Palmarès

### Jeux olympiques d'hiver
| Épreuve / Édition      | Individuel | Sprint | Poursuite                        | Départ en masse                  | Relais                              |
| ---------------------- | ---------- | ------ | -------------------------------- | -------------------------------- | ----------------------------------- |
| JO 1994 Lillehammer    | 43e        | —      | Épreuve inexistante à cette date | Épreuve inexistante à cette date | —                                   |
| JO 1998 Nagano         | 40e        | 56e    | Épreuve inexistante à cette date | Épreuve inexistante à cette date | Médaille de bronze, Jeux olympiques |
| JO 2002 Salt Lake City | 30e        | 16e    | 16e                              | Épreuve inexistante à cette date | Médaille d'argent, Jeux olympiques  |
| JO 2006 Turin          | 60e        | —      | —                                | —                                | 5e                                  |

### Championnats du monde
| Mondiaux \ Épreuve       | individuel                | Sprint            | Poursuite                        | Départ en masse                  | Relais                    | Course par équipes               | Relais mixte                     |
| 1995 Antholz-Anterselva  | 15e                       | —                 | Épreuve inexistante à cette date | Épreuve inexistante à cette date | Médaille de bronze, monde | Médaille d'or, monde             | Épreuve inexistante à cette date |
| 1996 Ruhpolding          | —                         | —                 | Épreuve inexistante à cette date | Épreuve inexistante à cette date | —                         | 12e                              | Épreuve inexistante à cette date |
| 1997 Osrblie             | 18e                       | 5e                | 7e                               | Épreuve inexistante à cette date | Médaille d'argent, monde  | Médaille d'or, monde             | Épreuve inexistante à cette date |
| 1998 Pokljuka Hochfilzen | JO Nagano                 | JO Nagano         | 24e                              | Épreuve inexistante à cette date | JO Nagano                 | —                                | Épreuve inexistante à cette date |
| 1999 Kontiolahti Oslo    | 47e                       | 26e               | 36e                              | —                                | 4e                        | Épreuve inexistante à cette date | Épreuve inexistante à cette date |
| 2000 Oslo                | —                         | 43e               | 44e                              | 14e                              | 5e                        | Épreuve inexistante à cette date | Épreuve inexistante à cette date |
| 2001 Pokljuka            | 49e                       | 24e               | 14e                              | 6e                               | 4e                        | Épreuve inexistante à cette date | Épreuve inexistante à cette date |
| 2002 Oslo                | JO Salt Lake City         | JO Salt Lake City | JO Salt Lake City                | 22e                              | JO Salt Lake City         | Épreuve inexistante à cette date | Épreuve inexistante à cette date |
| 2003 Khanty-Mansiïsk     | Médaille de bronze, monde | 19e               | 11e                              | 15e                              | 8e                        | Épreuve inexistante à cette date | Épreuve inexistante à cette date |
| 2004 Oberhof             | 12e                       | 11e               | 11e                              | 17e                              | Médaille d'or, monde      | Épreuve inexistante à cette date | Épreuve inexistante à cette date |
| 2007 Antholz-Anterselva  | —                         | 56e               | 42e                              | —                                | —                         | Épreuve inexistante à cette date | —                                |

Légende :

 : première place, médaille d'or

 : deuxième place, médaille d'argent

 : troisième place, médaille de bronze

 : épreuve inexistante ou absente du programme

— : pas de participation à cette épreuve

### Coupe du monde
- Meilleur classement général : 10e en 2002.
- 5 podiums individuels : 2 deuxièmes places et 3 troisièmes places.
- 19 podiums en relais, dont 7 victoires.

#### Classements annuels
| Année | Classement général final |
| 1994  | 44e                      |
| 1996  | 63e                      |
| 1997  | 10e                      |
| 1998  | 32e                      |
| 1999  | 25e                      |
| 2000  | 16e                      |
| 2001  | 23e                      |
| 2002  | 10e                      |
| 2003  | 14e                      |
| 2004  | 13e                      |
| 2006  | 49e                      |
| 2007  | 50e                      |
| 2008  | 56e                      |